# 沙溪乡 (会同县)
沙溪乡，是中华人民共和国湖南省怀化市会同县下辖的一个乡镇级行政单位。

## 行政区划
沙溪乡下辖以下地区：
沙溪村、陆家村、古雅村、岔口村、双门村、大路村、凤羊村、市田村、中全村、羊山村、洛阳村、板塘村、玩洞村、塘湾村、耿琴村、冷溪村、晒金村、松冲村和木寨村。